# Tennis de table handisport
Le tennis de table handisport est un sport dérivé du tennis de table qui est pratiqué par des sportifs en situation de handicap.
Au niveau international, c'est la Fédération internationale de tennis de table (ITTF) qui est la fédération de référence pour le Comité international paralympique. En France, la Fédération française handisport (FFH) a reçu délégation le 31 décembre 2016 du ministère des Sports pour organiser la pratique du tennis de table handisport.

## Règles
Le tennis de table handisport suit les règles du tennis de table définies par  la Fédération internationale de tennis de table (ITTF). Quelques modifications ont été apportées pour les utilisateurs de fauteuils roulants, mais pas pour les joueurs debout. La principale modification consiste à remettre le service si la balle sort par les côtés. Cette règle s'applique également au bénéfice du joueur en fauteuil roulant lorsqu'il joue contre un joueur debout, que celui-ci soit « valide » ou handicapé.
L'arbitre peut accorder une dérogation à la règle du service pour les joueurs n'ayant pas l'usage des deux bras (possibilité de lancer la balle avec la main tenant la raquette).
Chaque match se déroule en 3 manches gagnantes (on dit également au meilleur des 5 sets). Le joueur qui marque en premier 11 points remporte la manche.
Le tennis de table handisport peut être pratiqué debout ou en fauteuil roulant. Les matchs peuvent se jouer en simple ou en double.

## Classification des handicaps

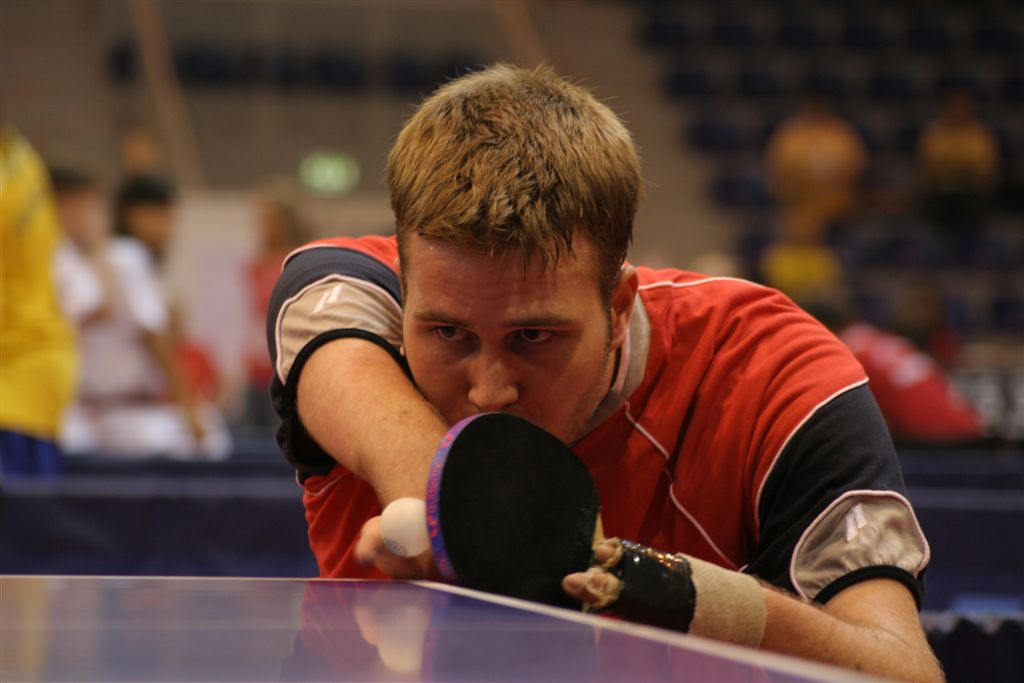
Le Danois, double champion olympique.

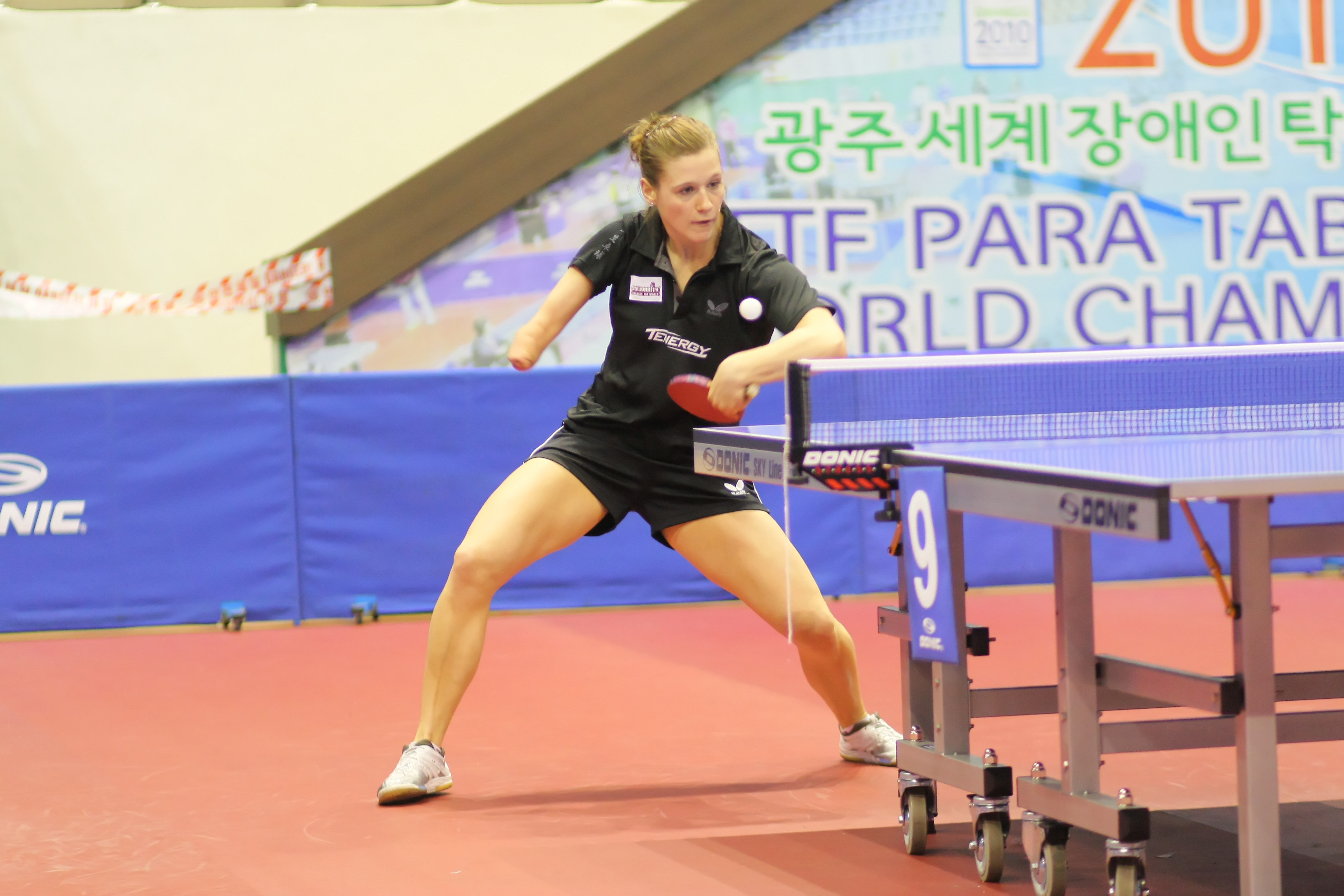
La Polonaise Natalia Partyka, qui a pris part aux Jeux olympiques aussi bien que paralympiques, est une joueuse TT10, née sans avant-bras droit.

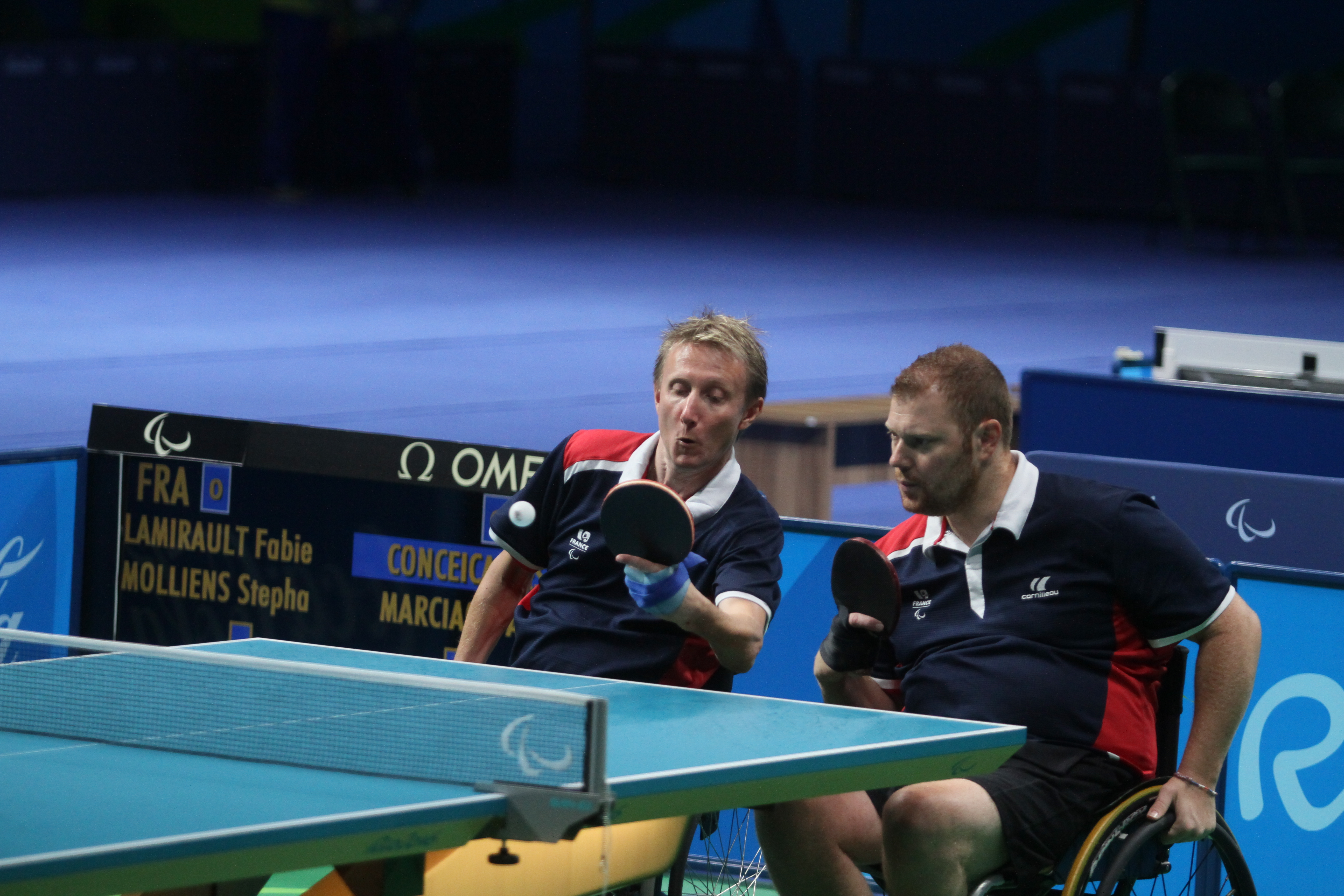
Les Français Fabien Lamirault et Stéphane Molliens, champions olympiques en double hommes TT1-2 aux Jeux de 2020 à Tokyo.

Les athlètes handicapés moteurs sont classés en 10 catégories selon leurs fonctionnalités. Plus le nombre est bas, plus les sportifs ont du mal à se mouvoir. Les athlètes des catégories TT1 à TT5 jouent en fauteuil roulant, les athlètes des catégories TT6 à TT10 jouent debout. Le pongiste peut fixer la raquette à sa main s’il ne peut pas la tenir.
Les athlètes qui ont un handicap intellectuel sont classés dans la catégorie TT11.
On a ainsi le classement suivant, :
| Catégorie                                     | Observations |
| Handicap physique                             | Handicap physique |
| Handicap lourd : pongiste en fauteuil-roulant | Handicap lourd : pongiste en fauteuil-roulant |
| --------------------------------------------- | --- |
| TT1                                           | Joueur souffrant d'une déficience qui affecte les bras, le torse et les jambes. Le joueur joue assis et verrouille les freins du fauteuil roulant pendant le jeu et tient le fauteuil roulant avec le bras qui ne joue pas pour aider à l'équilibre et au mouvement.                                                 |
| TT2                                           | Le joueur joue assis, avec des déficiences au niveau du torse et des jambes, a plus de mouvements de bras que les joueurs TT1. Le joueur bloque les freins du fauteuil roulant pendant le jeu et s'accroche à leur fauteuil pour s'équilibrer.                                                                       |
| TT3                                           | Le joueurs joue assis avec un bon mouvement des bras, et un certain mouvement du torse. Le joueur verrouille les freins du fauteuil roulant pendant le jeu. Le joueur est capable de sortir un peu du fauteuil pour avoir plus de portée sur un tir.                                                                 |
| TT4                                           | Le joueur assis a une bonne utilisation des bras, et un bon équilibre du torse lorsqu'il est assis en position verticale pour servir. Le joueur est capable d'étirer le corps pour attraper des coups, mais il doit s'accrocher pour les tirs lointains. Le joueur peut déplacer le fauteuil roulant pendant le jeu. |
| TT5                                           | Le joueur assis dispose de tous les mouvements du torse et des bras, mais les mouvements des jambes sont insuffisants pour jouer debout. Le joueur peut déplacer sa chaise et son corps sans difficulté pour jouer un large éventail de coups.                                                                       |
| Handicap plus léger : pongiste debout         | |
| TT6                                           | Joueur souffrant de déficiences au niveau des bras, du torse et des jambes, capable de jouer debout. Le joueur n'est pas en mesure de se déplacer rapidement autour de la table, et utilise donc un jeu très tactique.                                                                                               |
| TT7                                           | Le joueur a plus de capacité à se déplacer latéralement pendant le jeu que le TT6, mais est incapable de se déplacer avec puissance et vitesse. |
| TT8                                           | Le joueur peut se déplacer d'un côté à l'autre en douceur pendant le jeu, et jouer un large éventail de coups. Le joueur a des difficultés à haute intensité en raison de la difficulté à bouger les jambes. |
| TT9                                           | Le joueur a une déficience modérée d'un bras ou d'une jambe. Il est capable de jouer une gamme complète de coups et de se déplacer rapidement autour de la table, bien que l'équilibre et l'agilité soient affectés lorsqu'il s'agit d'atteindre des coups larges.                                                   |
| TT10                                          | Le joueur a le plus d'agilité et de vitesse pendant le jeu. Le joueur a généralement de légères difficultés de mouvement avec le bras non-joueur ou une cheville. |
| Handicap intellectuel                         | |
| TT11                                          | Le joueurs présente une déficience intellectuelle. Le joueur peut avoir des difficultés à planifier ses coups et sa stratégie de compétition. |

Il y a onze catégories, et donc potentiellement jusqu'à 55 épreuves paralympiques (individuelles hommes, individuelles dames, doubles hommes, doubles dames, double mixte). En pratique, certaines catégories sont fusionnées ; ainsi, aux Jeux de 2008, il y avait une épreuve conjointe pour les catégories 4 et 5 pour les hommes en individuel, ainsi que pour 9 et 10 ; de même pour les catégories 6 et 7 pour les dames.

## Compétitions
Le tennis de table est un sport paralympique officiel depuis les Jeux paralympiques de 1960 à Rome, qui sont les premiers Jeux paralympiques à avoir été organisés. Aux Jeux paralympiques de 2000 à Sydney, le tennis de table comportait une catégorie pour les déficients intellectuels, qui a été supprimée en 2004. La championne Paralympique 2004 est la Polonaise Natalia Partyka.
La compétition de tennis de table aux Jeux paralympiques d'été de 2012 comporte 29 tableaux, 21 en simple et 8 par équipes.
Le championnat de France handisport 2015 a eu lieu à Brest dans la salle Arena.